# Chad Stahelski
Chad Stahelski (20 de septiembre de 1968) es un director de cine y doble de riesgo estadounidense, reconocido por dirigir la saga de John Wick. Stahelski además ofició como doble de Brandon Lee tras el accidente que le costó la vida al actor durante el rodaje de la película The Crow (1994). Ha trabajado como coordinador de acrobacias y director de segunda unidad en varias películas.

## Filmografía

### Cine
| Año  | Título                                                               | Director | Productor     | Notas                      |
| ---- | -------------------------------------------------------------------- | -------- | ------------- | -------------------------- |
| 2014 | John Wick                                                            | Sí       | No acreditado | Con David Leitch           |
| 2016 | Capitán América: Civil War                                           | No       | No            | Director de segunda unidad |
| 2017 | John Wick: Chapter 2                                                 | Sí       | No            |                            |
| 2019 | John Wick: Chapter 3 - Parabellum                                    | Sí       | Ejecutivo     |                            |
| 2020 | Birds of Prey (and the Fantabulous Emancipation of one Harley Quinn) | No       | No            | Director de segunda unidad |
| 2023 | John Wick: Chapter 4                                                 | Sí       | Sí            |                            |
| TBA  | Ballerina                                                            | No       | Sí            | En filmación               |